# Charo (attrice)
Charo, pseudonimo di María del Rosario Pilar Martínez Molina Baeza (Molina de Segura, 15 gennaio 1951), è una showgirl, cantante, attrice e chitarrista spagnola.

## Vita privata
Charo è stata legata sentimentalmente al musicista Xavier Cugat dal 1966 al 1978. Nel 1978 la cantante sposa il produttore svedese Kjell Rasten. La coppia si trasferisce alle Hawaii per crescere il figlio Shel. Qui Charo impara il giapponese. Nel 2015 Charo e Rasten si trasferiscono a Beverly Hills. Il 18 febbraio 2019 Kjell Rasten muore suicida in seguito a una depressione legata ai peggioramenti della salute, legati anche al pemfigoide bolloso..

## Discografia

### Album in studio
- 1977 – Cuchi-Cuchi
- 1978 – Olé Olé
- 1981 – Bailando con Charo
- 1994 – Guitar Passion
- 1997 – Gusto
- 2005 – Charo and Guitar

### Singoli
- 1976 – "La Salsa"
- 1977 – "Dance a Little Bit Closer"
- 1978 – "¿Dónde está Santa Claus?"
- 1978 – "Olé Olé"
- 1979 – "Sha Na Na"
- 1979 – "Stay With Me"
- 1979 – "Hot Love"
- 1981 – "La Mojada (Wet Back)"
- 2003 – "Prisonera De Tu Amor"
- 2008 – "España Cañi"
- 2011 – "Sexy Sexy"

## Filmografia

### Cinema
- Il ciarlatano (The Big Mouth), regia di Jerry Lewis (1967)
- La grande rapina di Long Island (Tiger by the Tail), regia di R.G. Springsteen (1968)
- Elvis Presley Show (Elvis: That's the Way It Is), regia di Denis Sanders (1970) – documentario
- Airport '80 (Airport '80: The Concorde), regia di David Lowell Rich (1979)
- Il dittatore del Parador in arte Jack (Moon Over Parador), regia di Paul Mazursky (1988)
- Thumbelina - Pollicina (Thumbelina), regia di Don Bluth e Gary Goldman (1994)
- Sharknado 5: Global Swarming, regia di Anthony C. Ferrante (2017)

### Televisione
- Ironside – serie TV, episodio 5x18 (1972) – non accreditata
- Chico and the Man – serie TV, 6 episodi (1977–1978)
- Love Boat (The Love Boat) – serie TV, 10 episodi (1977–1987)
- Angeli volanti (Flying High) – serie TV, episodio 1x09 (1978)
- Fantasilandia (Fantasy Land) – serie TV, episodi 5x05–6x14–7x22 (1981–1984)
- I Jefferson (The Jeffersons) – serie TV, episodio 11x09 (1985)
- L'albero delle mele (The Facts of Life) – serie TV, episodio 7x08 (1985)
- Tutti per uno (Marblehead Manor) – serie TV, episodio 1x18 (1988)
- The Naked Truth – serie TV, episodio 3x03 (1997)
- That '70s Show – serie TV, episodio 3x02 (2000)
- Las Vegas – serie TV, episodio 3x17 (2006) – non accreditata
- Zack e Cody sul ponte di comando (The Suite Life on Deck) – serie TV, episodio 2x14 (2011)
- Non fidarti della str**** dell'interno 23 (Don't Trust the B- - - - in Apartment 23) – serie TV, episodio 2x19 (2013)
- Jane the Virgin – serie TV, episodi 2x16–2x22 (2016)